# Anorostoma alternans
Anorostoma alternans är en tvåvingeart som beskrevs av Garrett 1925. Anorostoma alternans ingår i släktet Anorostoma och familjen myllflugor. Inga underarter finns listade i Catalogue of Life.